# Russischer Islam-Fonds
Der russische Islam-Fonds (russisch Фонд поддержки исламской культуры, науки и образования / Fond podderschki islamskoi kultury, nauki i obrasowanija; wiss. Transliteration Fond podderžki islamskoj kul'tury, nauki i obrazovanija; „Fonds für die Unterstützung der islamischen Kultur, Wissenschaft und Bildung“)  ist ein staatlicher Fonds (Non-Profit - Charity Fund) zur Unterstützung der islamischen Kultur, Wissenschaft und Bildung in der Russischen Föderation. Angaben bei interfax-religion.com vom 24. März 2011 zufolge verteilt er jährlich hundert Millionen Rubel an jede der vier größten zentralen islamischen Organisationen. Er wurde  zur Unterstützung muslimischer Organisationen, Stipendien, islamischer Veranstaltungen, Konferenzen, Seminare, Feste und der muslimischen Presse gegründet. Der Vertreter des russischen Präsidentenbüros Alexei Grischin war von 2006 bis 2011 Mitglied seines Boards. Offizielle Gründer sind der Charta zufolge: das Koordinationszentrum der Muslime des Nordkaukasus; der Russische Muftirat; die Zentrale Geistliche Verwaltung der Muslime Russlands (ZDUM); die religiöse Organisation Internationale Islamische Mission «Международная исламская миссия» (Russland) und die Allrussische gesellschaftliche Organisation "Al-Haq" ("Gerechtigkeit") «Аль-Хак» («Справедливость»). 

## Vorstand
Die Mitglieder des Stiftungsrates sind:
- Schafig Aujessowitsch Pschichatschew (Шафиг Ауесович Пшихачев; Šafig Auesovič Pšichačev) (Vorsitzender des Stiftungsrates)
- Sabir Kurbanowitsch Mamedow (Сабир Курбанович Мамедов; Sabir Kurbanovič Mamedov) (stellvertretender Vorsitzender des Stiftungsrates)
- Alexander Wladimirowitsch Schdanow (Александр Владимирович Жданов; Aleksandr Vladimirovič Ždanov)
- Rafik Muchametschowitsch Muchametschin (Рафик Мухаметшович Мухаметшин; Rafik Muchametšovič Muchametšin)
- Ildar Anwjarowitsch Nurimanow (Ильдар Анвярович Нуриманов; Il'dar Anvjarovič Nurimanov)
- Wjatscheslaw Sergejewitsch Polossin (Вячеслав Сергеевич Полосин; Vjačeslav Sergeevič Polosin)
- Murat Kjasimowitsch Sultanow (Мурат Кязимович Султанов; Murat Kjazimovič Sultanov)
- Muchamed Talgatowitsch Tadschuddinow (Мухамед Талгатович Таджуддинов; Muchamed Talgatovič Tadžuddinov)